# Fish Bones
Fish Bones est une sculpture réalisée par Alexander Calder en 1939. Ce mobile évoquant des arêtes de poisson est conservé au musée national d'Art moderne, à Paris.